# Luciana Berger

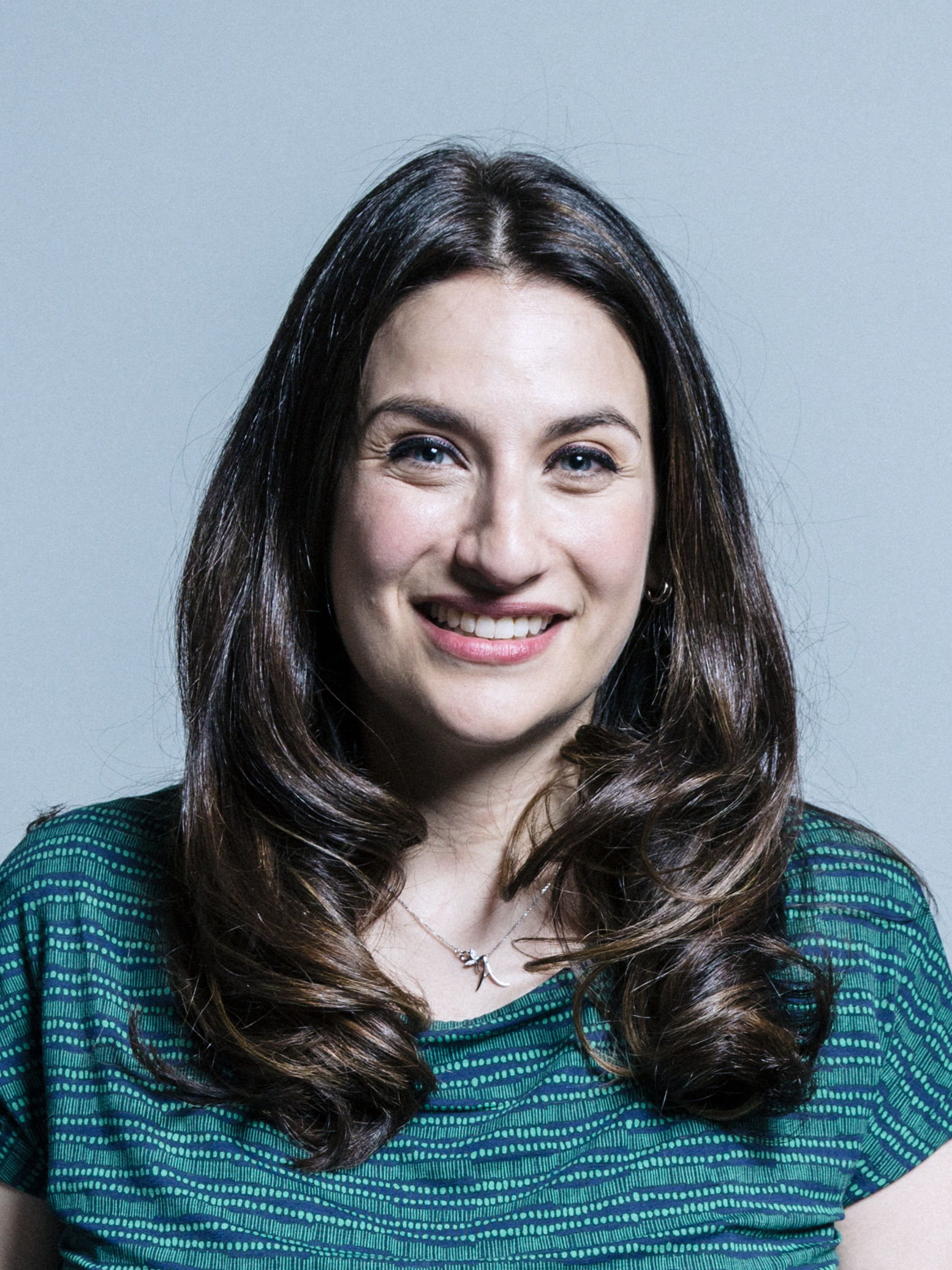
Luciana Berger (2017)

Luciana Clare Berger, Baroness Berger (* 13. Mai 1981 in London), ist eine britische Politikerin der Labour Party.

## Leben
Berger besuchte die University of Birmingham und das Birbeck College und erlangte dort jeweils einen Abschluss.
Sie zog im Jahr 2010 Abgeordnete der Labour und der Co-operative Party für den Wahlkreis Liverpool Wavertree ins House of Commons ein, wurde 2015 wiedergewählt. Im Februar 2019 trat sie aufgrund antisemitischer Vorfälle unter dem damaligen Parteichef Jeremy Corbyn aus der Labour Party aus und gründete zusammen mit sechs anderen Labour-Abgeordneten die Independent Group for Change, später Change UK. Nach ihrem Austritt aus der Independent Group im Juni 2019 trat sie im September 2019 den Liberal Democrats bei. Im Juni 2019 trat sie auch dort wieder aus, um sich im folgenden September den Liberal Democrats anzuschließen. Für diese kandidierte sie bei der Unterhauswahl im Dezember 2019 vergeblich im Wahlkreis Finchley and Golders Green. Hierbei unterlag sie jedoch mit 31,9 % der Stimmen dem Kandidaten der Conservative Party, Mike Freer, der mit einem Stimmenanteil von 43,8 % ins Parlament einzog. Am 25. Februar 2023 gab der Parteichef der Labour Party, Keir Starmer, bekannt, dass Berger sein Angebot angenommen habe, wieder der Labour Party beizutreten.
Seit Juli 2020 arbeitet Berger in leitender Position in der Abteilung „Public Affairs“ bei der Kommunikationsagentur Edelman.
Am 6. Februar 2025 wurde sie als Baroness Berger, of Barnhill in the London Borough of Brent, zum Life Peer erhoben und ist dadurch seither Mitglied des britischen Oberhauses.
Berger ist Jüdin und seit 2015 mit einem Musikmanager verheiratet, mit dem sie eine 2017 geborene Tochter und einen 2019 geborenen Sohn hat. Bergers Groß-Onkel war der Labour-Politiker Manny Shinwell, der zwischen 1945 und 1951 mehrere Positionen im Kabinett Attlee I und II bekleidete.